# Fotoleinen
Fotoleinen ist ein lichtempfindlich beschichtetes Material zur Herstellung von schwarzweißen oder farbigen Aufsichtsbildern. Im Gegensatz zum Fotopapier diente als Trägermaterial ein Textilgewebe auf Baumwollbasis.
Fotoleinen wurden für Großfotografien auf Messen und für Werbezwecke verwendet, bevor großformatige Ausdrucke erschwinglich wurden.
Heute kommt Fotoleinen in der künstlerischen Porträt-Fotografie zur Anwendung, wenn z. B. eine gemäldeähnliche Struktur gewünscht wird.
Die Schichtoberfläche ist meistens matt, um Reflexionen, die durch Lichtquellen häufig störend auftreten, weitgehend auszuschließen. Außerdem tritt die Textilstruktur auf der Schichtseite zutage, da die Emulsion direkt auf den Träger aufgebracht ist und in das Gewebe einzieht.